# Sint-Lambertuskerk (Haarsteeg)

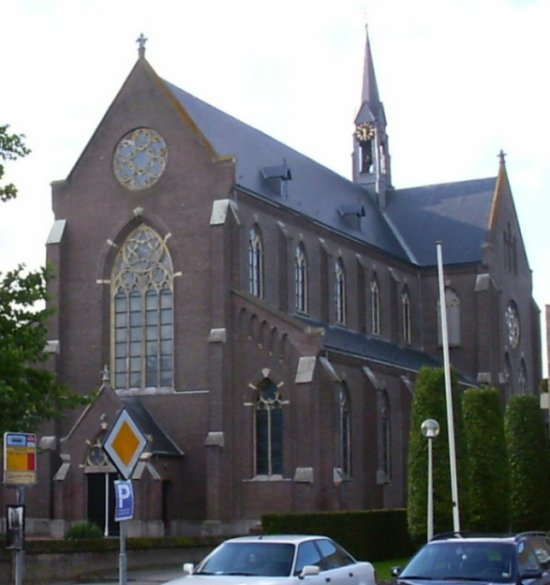
Sint-Lambertuskerk

De Sint-Lambertuskerk is een parochiekerk in de tot de Noord-Brabantse gemeente Heusden behorende plaats Haarsteeg, gelegen aan de Haarsteegsestraat 10.

## Geschiedenis
In 1572 werd voor het eerst een capel op de Haarsteeg vermeld. Deze kapel was afhankelijk van de kerk van Hedikhuizen. In de 17e eeuw fungeerde de kapel als school. Een schuurkerk werd ingericht in een huis, maar vooral in de 18e eeuw viel deze kerk herhaaldelijk ten offer aan dijkdoorbraken. Een definitieve kerk werd gebouwd in 1870-1873 naar ontwerp van H.C. Dobbe.

## Gebouw
Het betreft een bakstenen kruisbasiliek met een vieringtoren, in neogotische stijl. De kerk heeft een laag ingangsportaal.